# Woodmere (Ohio)
Woodmere és una vila dels Estats Units a l'estat d'Ohio. Segons el cens del 2000 tenia 828 habitants.

## Demografia
Segons el cens del 2000, Woodmere tenia 828 habitants, 424 habitatges, i 186 famílies. La densitat de població era de 968,8 habitants/km².
Dels 424 habitatges en un 22,9% hi vivien nens de menys de 18 anys, en un 27,6% hi vivien parelles casades, en un 12% dones solteres, i en un 56,1% no eren unitats familiars. En el 48,1% dels habitatges hi vivien persones soles el 8,5% de les quals corresponia a persones de 65 anys o més que vivien soles. El nombre mitjà de persones vivint en cada habitatge era d'1,95 i el nombre mitjà de persones que vivien en cada família era de 2,91.
Per edats la població es repartia de la següent manera: un 21,4% tenia menys de 18 anys, un 12,1% entre 18 i 24, un 34,9% entre 25 i 44, un 19,4% de 45 a 60 i un 12,2% 65 anys o més.
L'edat mediana era de 34 anys. Per cada 100 dones de 18 o més anys hi havia 96,1 homes.
La renda mediana per habitatge era de 32.102 $ i la renda mediana per família de 46.250 $. Els homes tenien una renda mediana de 31.364 $ mentre que les dones 28.214 $. La renda per capita de la població era de 22.703 $. Aproximadament el 10,8% de les famílies i el 10,7% de la població estaven per davall del llindar de pobresa.

## Poblacions properes
El següent diagrama mostra les poblacions més properes.